# Lesli Kay
Lesli Kay (Charleston, 13 de junho de 1965) é uma atriz estadunidense, conhecida principalmente por seus papéis nas novelas As the World Turns e The Bold and the Beautiful da CBS.

## Filmografia

### Televisão
| Ano                  | Título                     | Papel                             | Nota(s)                                                                                |
| -------------------- | -------------------------- | --------------------------------- | -------------------------------------------------------------------------------------- |
| 1991                 | Hunter                     | Colleen                           | Convidada; Episódio "All That Glitters" (como Leslie Kay Pushkin)                      |
| 1993                 | Counterstrike              | Secretaria de Frenchie            | Convidada; Episódio "French Twist" (como Leslie Kay Sterling)                          |
| 1995                 | Nowhere Man                | Tina                              | Convidada; Episódio "You Really Got a Hold On Me" (como Leslie Kay Sterling)           |
| 1996                 | Hot Line                   | Samantha                          | Convidada; Episódio "The Gardener" (como Leslie Kay Sterling)                          |
| 1996                 | High Tide                  | Agent Robin Foster                | Convidada; Episódio "Mission Improbable" (como Leslie Kay Sterling)                    |
| 1996–1997            | The Big Easy               | Sophie enfermeira                 | Convidada; Episódio "The Love Doctor" and "Driving Ms. Money" (as Leslie Kay Sterling) |
| 1997                 | Women: Stories of Passion  | n/a                               | Convidada; Episódio "Table Service" (como Leslie Kay Sterling)                         |
| 1997–2004, 2009–2010 | As the World Turns         | Molly Conlan                      |                                                                                        |
| 2003                 | Law & Order                | Amanda Taylor                     | Convidada; Episódio "Maritime"                                                         |
| 2004–2005            | General Hospital           | Lois Cerullo                      |                                                                                        |
| 2005                 | CSI: NY                    | Tanya Daville                     | Convidada; Episódio "Zoo York"                                                         |
| 2005–2014, 2016      | The Bold and the Beautiful | Felicia Forrester                 |                                                                                        |
| 2008                 | The Young and the Restless | Felicia Forrester                 |                                                                                        |
| 2009                 | Ghost Whisperer            | Suzanne Zale / Celeste Barrington | Convidada; Episódio "Stage Fright"                                                     |
| 2009                 | Raising the Bar            | Massage Complainant               | Convidada; Episódio "Happy Ending"                                                     |
| 2009–2010            | Venice: The Series         | Tracy Lansing                     | 1° temporada                                                                           |
| 2010                 | The Bay                    | Belinda Madison                   | 1° temporada                                                                           |
| 2013                 | The Good Mother            |                                   | Telefilme                                                                              |
| 2017                 | The Wrong Crush            |                                   | Telefilme                                                                              |
| 2019                 | The Wrong Cheerleader      | Eliza                             | Telefilme                                                                              |